# Blanche Sewell
Blanche Sewell (* 27. Oktober 1898 in Lowe, Oklahoma; † 2. Februar 1949 in Burbank, Kalifornien) war eine US-amerikanische Filmeditorin.

## Leben
Sewell wurde 1925 als Editorin von MGM unter Vertrag genommen und war fortan ausschließlich für dieses Studio tätig. Neben Anne Bauchens, Viola Lawrence, Margaret Booth und Adrienne Fazan gehörte sie zu den etablierten weiblichen Editoren Hollywoods. In den 1930er Jahren war sie für die Prestige-Produktionen Menschen im Hotel (1932) und Königin Christine mit MGMs großem Star Greta Garbo zuständig. Auch die Kassenerfolge Feuerkopf (1932) und Dschungel im Sturm (1932) mit Jean Harlow zählen zu ihren Arbeiten. Ab 1935 kam sie mehrfach bei Filmmusicals zum Einsatz, wie Broadway-Melodie 1936 aus dem Jahr 1935, Zum Tanzen geboren (1936) und Der Zauberer von Oz (1939).
Sewell war mit Leon Bourgeau verheiratet und starb 1949 im Alter von 50 Jahren in Burbank, Kalifornien. Sie wurde auf dem Inglewood Park Cemetery in Inglewood beigesetzt.

## Filmografie (Auswahl)
- 1925: Die Sportprinzessin (The Sporting Venus)
- 1925: Lights of Old Broadway
- 1926: Brand im Osten (Tell It to the Marines)
- 1927: Mann-Weib-Sünde (Man, Woman and Sin)
- 1928: Die Kosaken (The Cossacks)
- 1929: Die fliegende Flotte (The Flying Fleet)
- 1929: Goldjäger in Kalifornien (Tide of Empire)
- 1929: Unsichtbare Fesseln (The Single Standard)
- 1930: Hölle hinter Gittern (The Big House)
- 1931: Menschen hinter Gittern (Men Behind Bars)
- 1931: Wolkenstürmer (Hell Divers)
- 1932: Menschen im Hotel (Grand Hotel)
- 1932: Feuerkopf (Red-Headed Woman)
- 1932: Dschungel im Sturm (Red Dust)
- 1933: The Secret of Madame Blanche
- 1933: Rendez-vous in Wien (Reunion in Vienna)
- 1933: Königin Christine (Queen Christina)
- 1933: Herz zu verschenken (Beauty for Sale)
- 1933: Die Hafen-Annie (Tugboat Annie)
- 1934: Die Schatzinsel (Treasure Island)
- 1935: Tolle Marietta (Naughty Marietta)
- 1935: Broadway-Melodie 1936 (Broadway Melody of 1936)
- 1936: Rose-Marie
- 1936: Kleinstadtmädel (Small Town Girl)
- 1936: The Gorgeous Hussy
- 1936: Zum Tanzen geboren (Born to Dance)
- 1937: Broadway Melodie 1938 (Broadway Melody of 1938)
- 1939: Der Zauberer von Oz (The Wizard of Oz)
- 1940: Broadway Melodie 1940 (Broadway Melody of 1940)
- 1940: Der Draufgänger (Boom Town)
- 1940: Go West
- 1941: Mädchen im Rampenlicht (Ziegfeld Girl)
- 1941: Fluchtweg unbekannt (They Met in Bombay)
- 1941: Ein toller Bursche (Honky Tonk)
- 1942: Schiff ahoi! (Ship Ahoy)
- 1944: Badende Venus (Bathing Beauty)
- 1945: Die Entscheidung (The Valley of Decision)
- 1946: Eine Falle für die Braut (Easy to Wed)
- 1947: Ihre beiden Verehrer (It Happened in Brooklyn)
- 1947: Mexikanische Nächte (Fiesta)
- 1948: Der Pirat (The Pirate)
- 1949: Spiel zu dritt (Take Me Out to the Ball Game)